# Both József
Both József (Budapest, 1945. július 23. –) labdarúgó, csatár, majd edző.

## Pályafutása

### Klubcsapatban
Édesapja, Both Jenő tíz éven át a Herminamezei AC elnöke, majd a Nemzeti Sport külsős tudósítója volt. Both József gimnáziumba Esztergomba, a ferencesekhez járt. Itt az országos középiskolai bajnokságban a négy közé jutott a csapatával. 16 évesen került vissza Budapestre, ahol a BVSC játékosa lett. Később a Ferencváros tartalékcsapatában szerepelt. A BVSC-ben felnőtt játékosként a másodosztályban játszott.

### Edzőként
A BVSC utánpótlás csapatainál kezdet edzőként tevékenykedni. Tanítványai között volt Szeibert György és Kerepeczky György. 1982 nyarától a Pécsi MSC pályaedzője volt. 1983 júliusától a Váci Izzó trénere lett. 1985-ben az MTK-VM edzője lett. Erről a posztjáról 1986 augusztusában lemondott. 1987 januárjától a BVSC vezetőedzőjének nevezték ki. 1987 szeptemberétől Garami József, majd 1988 júliusától Mezey György mellett pályaedző volt a válogatottnál. 1989-ben a Bp. Honvéd edzéseit irányította. 1989 decemberében lemondott erről a tisztségéről. 1990 decemberében szóbeli megállapodása volt a Veszprémmel, de a klub egy nappal később Dunai Antalt nevezte ki vezetőedzőnek. Ezt követően elvállalta az NB III-as Dabas irányítását. 1991 nyarán a a Bag trénere lett. 1992 júliusától a BVSC-ben edzősködött. 1993-ban ismét a Bag edzője volt. 1994 decemberétől az Elektromos edzője volt. 1997-ben a Dunakeszi csapatát edzette.

## Sikerei, díjai

### Edzőként
- Magyar bajnokság
  - bajnok: 1988–89
- Magyar kupa (MNK)
  - győztes: 1989

- „Vác Városáért” Pro Urbe díj